# علي عبد الإمام

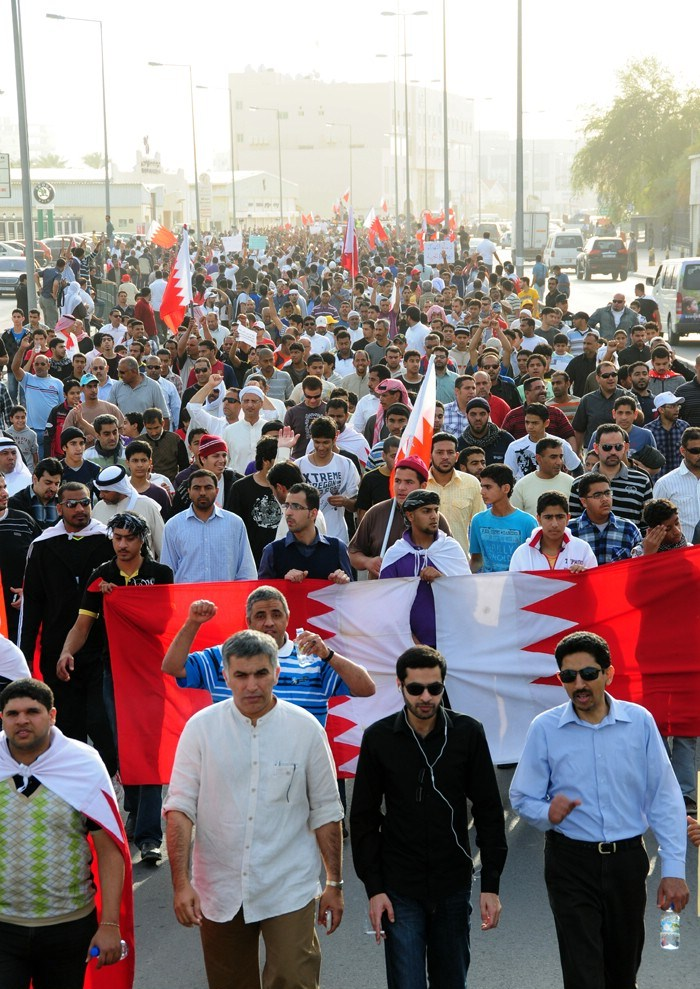
علي عبد الإمام (وسط) جنبا إلى جنب مع نبيل رجب (يسار) وعبد الهادي الخواجة (يمين) يشاركون في مسيرة مؤيدة للديمقراطية في عام 2011.

علي حسن عبد الله عبد الإمام مدون ليبرالي بحريني ومساهم في الأصوات العالمية. هو مؤسس ملتقى البحرين أكبر منتدى على الإنترنت، معارض وعضو في مجموعة البحث والدعوة البحرين ووتش. على الرغم من أنه اختبأ في مارس / آذار 2011 هربًا من حملة القمع التي شنتها الحكومة البحرينية على المتظاهرين. أدين غيابيًا بتهمة التآمر للإطاحة بالحكومة وحكم عليه بالسجن 15 عام. عبرت المنظمات العالمية لحقوق الإنسان عن معارضتهم للرقابة المستمرة وعرقلة الصحفيين في المنطقة. ففي عام 2013 هرب عبد الإمام إلى المملكة المتحدة حيث منح حق اللجوء السياسي على وجه السرعة.

## الحياة

### ملتقى البحرين أونلاين
أنشأ علي عبد الإمام موقع ملتقى البحرين باعتباره مدون مجهول في عام 1998 ولكن كشفت هويته في وقت لاحق في عام 2002. أصبح الموقع بسرعة أحد الأكثر المواقع شعبية في البحرين بشهادة أعضاء من المعارضة البحرينية. في أواخر عام 2002 أمرت حكومة البحرين مزود خدمة الإنترنت الوطني بتلكو حظر الموقع الذي استضافته في الولايات المتحدة. كان المساهمين والقراء قادرون على الوصول إلى الموقع باستخدام أدوات تجاوز الرقابة.
في فبراير 2005 داهمت السلطات البحرينية منزل عبد الإمام في جد حفص عندما كان في العمل. عندما علم بالغارة سلم نفسه إلى السلطات لمواجهة اتهامات «التحريض على كراهية الحكومة». أطلق سراحه وفريق الويب الخاص به بعد 15 يوما في الحبس.

### اعتقاله في 2010 وتعذيبه
في أغسطس 2010 اعتقلت السلطات البحرينية علي عبد الإمام بعد اتهامه ب«نشر معلومات كاذبة»، ثم تم سجنه من 4 سبتمبر 2010 حتى نهاية فبراير 2011. نشرت منظمة مراسلون بلا حدود تقارير بأنه حرم من رؤية محاميه المحامي وسرح من عمله في شركة طيران الخليج. أدى اعتقاله إلى احتجاجات من جماعات حقوق الإنسان في جميع أنحاء الوطن العربي. اتهمت حكومة البحرين له في بيان صادر عن وكالة أنباء البحرين التي تديرها الدولة بمحاولة تخريب النظام وأنه تم توجيه تهمة «نشر معلومات كاذبة» وبعد إطلاق سراحه تحدث عبد الإمام لقناة الجزيرة حول التعذيب الذي تعرض له أثناء احتجازه لدى الحكومة.

### اختفائه في 2011 والحكم عليه غيابيا
بعد ثلاثة أسابيع من إطلاق سراحه من السجن في 23 فبراير 2011 اعتبر عبد الإمام في عداد المفقودين. حوكم هو و20 شخصيات معارضة بحرينية بارزة أخرى أمام محكمة عسكرية في يونيو عام 2011 واتهم بالتخطيط للانقلاب ضد الحكومة البحرينية. حكم على عبد الإمام بالسجن 15 عاما غيابيا.

### الهروب من البحرين
في 10 مايو 2013 تبين أن عبد الإمام كان قد فر من البحرين. اختبأ بعد وقت قصير من بدء حملة القمع التي شنتها الحكومة على المحتجين في مارس 2011 لتجنب الاعتقال. تشاور نشطاء مع أحد أعضاء فيلق جايجر الدنماركي الذين دبروا خطة لإخراج عبد الإمام من البلاد. كانت الخطة تقوم على زيارة الفنان الأميركي تايلر رمزي زيارة البحرين مع حاشية بما في ذلك اليزابيث تشامبرز واثنين من دوبلغنجر عبد الإمام. بدل عبد الإمام الأماكن مع أحد أعضاء الوفد المرافق لرمزي في مطعم للوجبات السريعة في المطار. رمزي والوفد المرافق غادروا إلى قبرص على متن طائرة مستأجرة من منطقة الشخصيات المهمة الخاصة في مطار البحرين الدولي حيث أنهم لم يخضعوا للفحوصات الأمنية أو المقابلات. ومع ذلك هرب عبد الإمام من البحرين عبر جسر الملك فهد إلى المملكة العربية السعودية في سيارة بحجرة مخفية. من المملكة العربية السعودية سافر عن طريق البر والبحر من خلال الكويت والعراق قبل مغادرته في رحلة إلى لندن. تم منحه حق اللجوء في المملكة المتحدة بعد وقت قصير من وصوله.

### جائزة الحرية
في 21 مايو 2013 أقام المركز الدنماركي للدراسات السياسية حفل جوائزه السنوية حيث حصل عبد الإمام على جائزة الحرية ومع مبلغ مالي يبلغ 60 ألف دولار أمريكي. انتشرت هذا الحدث على الهواء مباشرة عبر شبكة الإنترنت وتم تحميل خطاب عبد الإمام في وقت لاحق على يوتيوب.

### الحياة الشخصية
عبد الإمام متزوج من جنان العريبي ولديه ابن واحد وابنتان توأم.